# Neophygas
Neophygas is een geslacht van kevers uit de familie van de loopkevers (Carabidae). De wetenschappelijke naam van het geslacht is voor het eerst geldig gepubliceerd in 1976 door Noonan.

## Soorten
Het geslacht Neophygas is monotypisch en omvat slechts de volgende soort:
- Neophygas microcephalus (Faldermann, 1835)